# رایان گومز
رایان گومز (انگلیسی: Ryan Gomes؛ زادهٔ ۱ سپتامبر ۱۹۸۲) بازیکن بسکتبال اهل ایالات متحده آمریکا است.
از باشگاه‌هایی که در آن بازی کرده‌است می‌توان به لس آنجلس کلیپرز، اکلاهما سیتی تاندر، بوستون سلتیکس، و مینه‌سوتا تیمبرولوز اشاره کرد.